# 鈴木晶
鈴木 晶（すずき しょう、男性、1952年〈昭和27年〉8月2日 - ）は、日本の舞踊評論家、舞踊史家、翻訳家。法政大学名誉教授。
文学批評、精神分析、その思想史を専門とし、エーリヒ・フロム著『愛するということ』やエリザベス・キューブラー＝ロス著『死ぬ瞬間』の翻訳者として知られる。ロマンティック・バレエ、バレエ・リュスをはじめとした、19世紀から20世紀にかけての西洋バレエ史の研究者でもある。
代表作は、『ニジンスキー 踊る神と呼ばれた男』・『愛するということ』（訳）。

## 人物
東京都品川区で生まれ育つ。東京教育大学附属駒場高等学校の同学年に四方田犬彦や金子勝がいた。1977年に東京大学文学部露文科を卒業し、東京大学大学院人文科学研究科博士課程露語露文学専攻を単位取得満期退学した。
駿河台大学専任講師、法政大学第一教養部教授を経て、2017年まで法政大学国際文化学部教授。2022年度まで早稲田大学大学院文学研究科客員教授。
2023年、『ニジンスキー 踊る神と呼ばれた男』で読売文学賞(研究・翻訳賞)受賞。
学生時代に小説を書いて高橋たか子に見せに行ったが、小説になっていないとして翻訳を勧められ、高橋と共訳をしたりするうちに秘書的存在になり、高橋和巳・高橋たか子の著作権を管理（著作権所有者は日本近代文学館）するようになった。
鎌倉市在住。

## 親族
前妻（死別）は翻訳家・絵本研究者の灰島かり。娘は作家の鈴木涼美である。

## 著書
- 『グリム童話～メルヘンの深層』（講談社現代新書） 1991
- 『フロイト以後』（講談社現代新書） 1992
- 『踊る世紀』（新書館） 1994
- 『翻訳はたのしい』（東京書籍） 1996
- 『図説フロイト 精神の考古学者』（河出書房新社） 1998
- 『ニジンスキー 神の道化』（新書館） 1998
- 『フロイトからユングへ 無意識の世界』（日本放送出版協会、NHKライブラリー） 1999
- 『バレエの魔力』（講談社現代新書） 2000
- 『「精神分析入門」を読む』（日本放送出版協会、NHKライブラリー） 2000
- 『世界一わかりやすいフロイト教授の精神分析の本』（三笠書房） 2002、のち改題『世界一おもしろい精神分析の本』（知的生きかた文庫）2005
- 『バレエへの招待』（筑摩書房、ちくまプリマーブックス） 2002
- 『バレエ誕生』（新書館） 2002
- 『図解雑学 フロイトの精神分析』（ナツメ社） 2004
- 『バレリーナの肖像』（新書館） 2008
- 『オペラ座の迷宮 パリ・オペラ座バレエの350年』（新書館） 2013
- 『フロム 100の言葉』（宝島社） 2016
- 『フロムに学ぶ「愛する」ための心理学』（NHK出版新書） 2019.1
- 『ニジンスキー 踊る神と呼ばれた男』（みすず書房） 2023.7

### 共編著
- 『大人は愉しい メル友おじさん交換日記』（内田樹共著、冬弓舎） 2002、のちちくま文庫 2007
- 『バレエとダンスの歴史 欧米劇場舞踊史』（編著、平凡社） 2012

### 雑誌寄稿
- 「GS たのしい知識」第一号（冬樹社）1984

特集：反ユートピア　「『われら』を十倍楽しく読む方法 ザミャーチン・神話・エントロピー」

## 翻訳
- 『嫉妬』（マドレーヌ・シャプサル他、サンリオ） 1978、のちサンリオ文庫 1984
- 『クローン』（リチャード・カウパー、サンリオSF文庫） 1979
- 『不安定な時間』（ミシェル・ジュリ、サンリオSF文庫） 1980
- 『ヴィーナス氏』（ラシルド、高橋たか子共訳、人文書院） 1980
- 『コスミック・レイプ』（シオドア・スタージョン、サンリオSF文庫） 1980
- 『フロイド 精神分析の冒険』（ロベール・アリエル、岸田秀共訳、リブロポート） 1981
- 『プラス・ラブ 母性本能という神話の終焉』（エリザベート・バダンテール、サンリオ） 1981、のち改題『母性という神話』（筑摩叢書） 1991、のちちくま学芸文庫 1998
- 『カントリー・ヘッジ』（ジョン・T・ホワイト、サンリオ） 1981
- 『田園の花たち』（マリー・エンジェル、中野春夫共訳、サンリオ） 1983
- 『ドストエフスキー 二重性から単一性へ』（ルネ・ジラール、法政大学出版局） 1983
- 『ディアギレフ ロシア・バレエ団とその時代』上・下（リチャード・バックル、リブロポート） 1983 - 1984
- 『子どもは小さな哲学者』（ガレス・B・マシューズ、思索社） 1983
- 『ユングが本当に言ったこと』（E・A・ベネット、入江良平共訳、思索社） 1985
- 『続・子どもは小さな哲学者』（ガレス・B・マシューズ、思索社） 1987
- 『小さな反逆者』（C・W・ニコル、福音館書店） 1985、のち講談社文庫 1996、のち福音館文庫 2002
- 『性と文化の革命家 ライヒの悲劇』（コリン・ウィルソン、筑摩書房） 1986
- 『フロイトと神』（H・キュング、教文館） 1987
- 『子どもの本の8人 夜明けの笛吹きたち』（ジョナサン・コット、晶文社） 1988
- 『ルイス・キャロル AliceからZenonまで』（ジャン・ガッテニョ、法政大学出版局） 1988
- 『天の音楽・地の音楽』（R・ハマーシュタイン他、共訳、平凡社、叢書ヒストリー・オヴ・アイディアズ） 1988
- 『レイプ・男からの発言』（ティモシー・ベイネケ、幾島幸子共訳、筑摩書房） 1988、のちちくま文庫 1993
- 『性のアウトサイダー』（コリン・ウィルソン、青土社） 1989、のち中公文庫 2008
- 『アメリカン・ラプソディ ガーシュインの生涯』（ポール・クレシュ、晶文社） 1989
- 『美食の文化史 ヨーロッパにおける味覚の変遷』（ジャン=フランソワ・ルヴェル、福永淑子共訳、筑摩書房） 1989
- 『ミハイール・バフチーンの世界』（カテリーナ・クラーク, マイケル・ホルクイスト、川端香男里共訳、せりか書房） 1990
- 『グリム童話 その隠されたメッセージ』（マリア・タタール、山根玲子・高野真知子共訳、新曜社） 1990
- 『グリム童話の悪い少女と勇敢な少年』（ルース・ボティックハイマー、広川郁子, 田中京子共訳、紀伊国屋書店） 1990
- 『グリム兄弟 魔法の森から現代の世界へ』（ルース・ボティックハイマー、筑摩書房） 1991
- 『男はみんな女が嫌い』（ジョーン・スミス、筑摩書房） 1991
- 『宇宙意識 神話的アプローチ』（ジョゼフ・キャンベル、入江良平共訳、人文書院） 1991
- 『愛するということ』（エーリヒ・フロム、紀伊国屋書店） 1991、のち改訳版 2020
- 『12の月たち』（ジョン・シェリー絵、ミキハウス、ミキハウスの絵本） 1991
- 『メディア・レイプ』（ウィルソン・ブライアン・キイ、入江良平共訳、リブロポート） 1991
- 『体内の蛇 フォークロアと大衆芸術』（ハロルド・シェクター、吉岡千恵子共訳、リブロポート） 1992
- 『ニュー・ゴシック ポーの末裔たち』（森田義信共編訳、新潮社） 1992
- 『ボンジュール、サティおじさん』（トミー・デ・パオラ、ほるぷ出版） 1992
- 『陸軍少佐夫人』（C・W・ニコル、集英社） 1993
- 『歓喜の書』（アキム・ヴォルィンスキー、赤尾雄人共訳、新書館） 1993
- 『自分さがしの神話』（ロロ・メイ、読売新聞社） 1994
- 『魔の眼に魅されて メスメリズムと文学の研究』（マリア・M・タタール、国書刊行会） 1994
- 『フロイト』（アンソニー・ストー、講談社選書メチエ） 1994
- 『ユング』（アンソニー・スティーヴンズ、講談社選書メチエ） 1995
- 『記憶のメカニズム ニューロン・AI・哲学』（ジョージ・ジョンソン、河出書房新社） 1995
- 『しらゆきべにばら グリム童話』（バーバラ・クーニー、ほるぷ出版） 1995
- 『ロマンチック・ジェラシー 嫉妬について私たちの知らないこと』（アヤーラ・パインズ、川勝彰子共訳、筑摩書房） 1995
- 『「死体の庭」あるいは「恐怖の館」殺人事件』（コリン・ウィルソン、ぶんか社） 1997
- 『フロイト』1 - 2（ピーター・ゲイ、みすず書房） 1997 - 2004
- 『愛と性のメルヒェン グリム・バジーレ・ペローの物語集にみる』（ジェイムズ・マグラザリー、佐藤知津子共訳、新曜社） 1998
- 『ニジンスキーの手記』（ヴァーツラフ・ニジンスキー、新書館） 1998
- 『性のペルソナ 古代エジプトから19世紀末までの芸術とデカダンス』（カミール・パーリア、浜名恵美, 栂正行共訳、河出書房新社）1998
- 『なぜうちの犬は、トイレの水を飲むのでしょうか?』（ジョン・ロス, バーバラ・マッキニー、メディアファクトリー） 1999
- 『女の謎 フロイトの女性論』（サラ・コフマン、せりか書房） 2000
- 『ことばの歴史 アリのことばからインターネットのことばまで』（スティーヴン・ロジャー・フィッシャー、研究社） 2001
- 『おとぎ話の社会史 文明化の芸術から転覆の芸術へ』（ジャック・ザイプス、木村慧子共訳、新曜社） 2001
- 『クール・ルールズ クールの文化誌』（ディック・パウンテン, デイヴィット・ロビンズ、研究社） 2003
- 『龍の中の燃える火 フォークロア・メルヒェン・精神分析』（ゲザ・ローハイム、アラン・ダンデス編、佐藤知津子共訳、新曜社） 2005
- 『文字の歴史 ヒエログリフから未来の「世界文字」まで』（フィッシャー、研究社） 2005
- 『奪われた記憶 記憶と忘却への旅』（ジョナサン・コット、求龍堂） 2007
- 『なぜ年をとると時間の経つのが速くなるのか 記憶と時間の心理学』（ダウエ・ドラーイスマ、講談社） 2009
- 『ピーター・パンの場合 児童文学などありえない?』（ジャクリーン・ローズ、新曜社、メルヒェン叢書） 2009
- 『オックスフォード バレエダンス事典』（デブラ・クレイン, ジュディス・マックレル、赤尾雄人, 海野敏, 長野由紀共訳、平凡社） 2010
- 『プルーストの記憶、セザンヌの眼 脳科学を先取りした芸術家たち』（ジョナ・レーラー、白揚社） 2010
- 『ディアギレフ 芸術に捧げた生涯』（シェング・スヘイエン、みすず書房） 2012
- 『ソクラテスと朝食を 日常生活を哲学する』（ロバート・ロウランド・スミス、講談社） 2012
- 『アルツハイマーはなぜアルツハイマーになったのか 病名になった人々の物語』（ダウエ・ドラーイスマ、講談社） 2014
- 『あなたの生産性を上げる8つのアイディア』（チャールズ・デュヒッグ、講談社） 2017
- 『世界の学者が語る 愛』（レオ・ボルマンス編、西村書店） 2017
- 『ある葬儀屋の告白』（キャレブ・ワイルド、飛鳥新社） 2018
- 『「その日」の前に』（アンドルー・ジョージ写真・文、中央経済グループパブリッシング、ONDORI-BOOKS） 2020
- 『猫に学ぶ いかに良く生きるか』（ジョン・グレイ、みすず書房） 2021

### エリザベス・キューブラー＝ロス
- 『「死ぬ瞬間」と臨死体験』（エリザベス・キューブラー＝ロス、読売新聞社） 1997、のち改題『「死ぬ瞬間」と死後の生』（中公文庫） 2001、のち改版 2020
- 『死ぬ瞬間 死とその過程について』（エリザベス・キューブラー＝ロス、読売新聞社） 1998、のち中公文庫 2001、のち改版 2020
- 『続・死ぬ瞬間 - 死、それは成長の最終段階』（エリザベス・キューブラー＝ロス、読売新聞社） 1999、のち改題 『死、それは成長の最終段階』（中公文庫） 2001、のち改版 2020
- 『「死ぬ瞬間」をめぐる質疑応答』（エリザベス・キューブラー＝ロス、中公文庫） 2005
- 『子どもと死について』（エリザベス・キューブラー・ロス、中公文庫） 2007

### スラヴォイ・ジジェク
- 『斜めから見る 大衆文化を通してラカン理論へ』（スラヴォイ・ジジェク、青土社） 1995
- 『イデオロギーの崇高な対象』（スラヴォイ・ジジェク、河出書房新社） 2000、のち文庫
- 『汝の症候を楽しめ ハリウッドvsラカン』（スラヴォイ・ジジェク、筑摩書房） 2001
- 『ヒッチコック×ジジェク』（ジジェク編、内田樹共訳、河出書房新社） 2005
- 『ラカンはこう読め!』（ジジェク、紀伊國屋書店） 2008
- 『事件! 哲学とは何か』（スラヴォイ・ジジェク、河出書房新社（河出ブックス）2015